# Лонжюмо
Лонжюмо́ (фр. Longjumeau) — город во французском департаменте Эсон. Население насчитывает 21 276 человек.
Лонжюмо — один из старейших населённых пунктов в долине реки Иветт по дороге из Парижа в Орлеан. Саркофаги IV столетия были найдены на территории, где сегодня расположена больница. Лонжюмо и Шийи-Мазарен входили в графство Дрё. Король Людовик IX передал герцогам Бретани оба города, которые позже перешли во владение дома Анжу. В Лонжюмо 23 марта 1568 года был подписан мирный договор между католиками и протестантами для окончания Второй гугенотской войны. С 1777 года городом правили князья Монако из дома Гримальди.
Лонжюмо был первой почтовой станцией между Парижем и Орлеаном. Он мог принять от 30 до 40 путешествующих.
В. И. Ленин жил здесь в мае 1911 года в комнате на первом этаже дома на улице Гранд-Рю
(Grande-Rue, ныне улица Президента Миттерана, Rue du Président Mitterrand). В 1911 году в Лонжюмо под руководством Ленина работала Партийная школа РСДРП.

## Достопримечательности
- Готическая церковь Сен-Мартен (фр.), построенная в 1250 году, является историческим памятником Франции.
- Мост тамплиеров (XIII век) — один из старейших мостов региона Иль-де-Франс, с 1930 года также исторический памятник.

Написанная в XIX веке Адольфом Аданом комическая опера «Почтальон из Лонжюмо» (1836) сделала город известным за пределами Франции.

## Города-побратимы
- Бреттен, Германия
- Кондейша-а-Нова, Португалия
- Бамба (фр.), Мали
- Понтипул (англ.), Великобритания

## Галерея

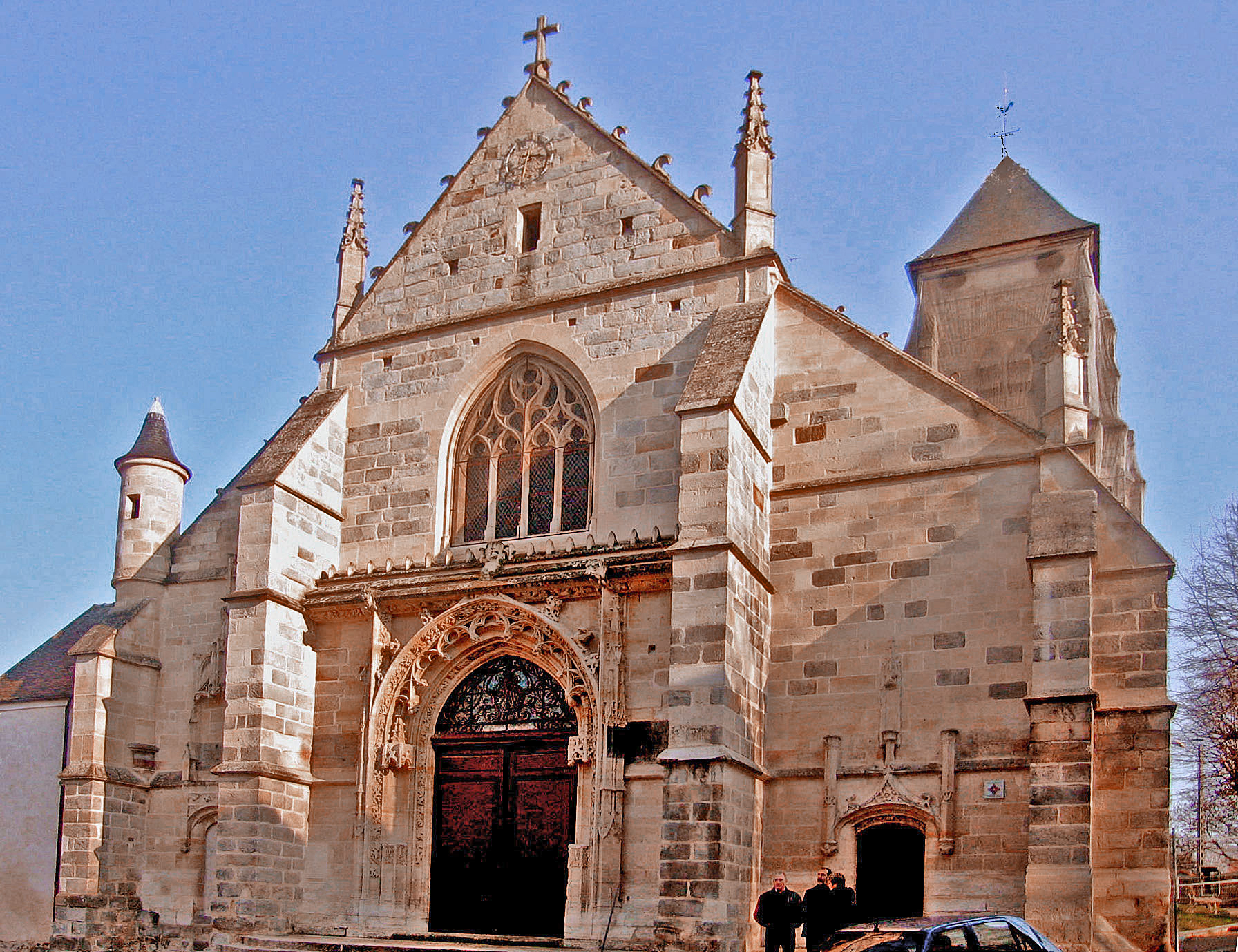
Фасад церкви Сен-Мартен в Лонжюмо